# Lindenblättriger Eibisch
Der Lindenblättrige Eibisch (Hibiscus tiliaceus), ist eine Pflanzenart aus der Unterfamilie der Malvoideae innerhalb der Familie der Malvengewächse (Malvaceae). Sie hat eine pantropische Verbreitung und gedeiht natürlich meist an der Küste und an Ufern von Strömen. Sie wird vielseitig genutzt, beispielsweise mit einigen Sorten als Zierpflanze verwendet. Die deutschen Trivialnamen und das Artepitheton tiliaceus beziehen sich auf die Ähnlichkeit der Blätter dieser Art mit denen von Linden (Tilia).

## Beschreibung

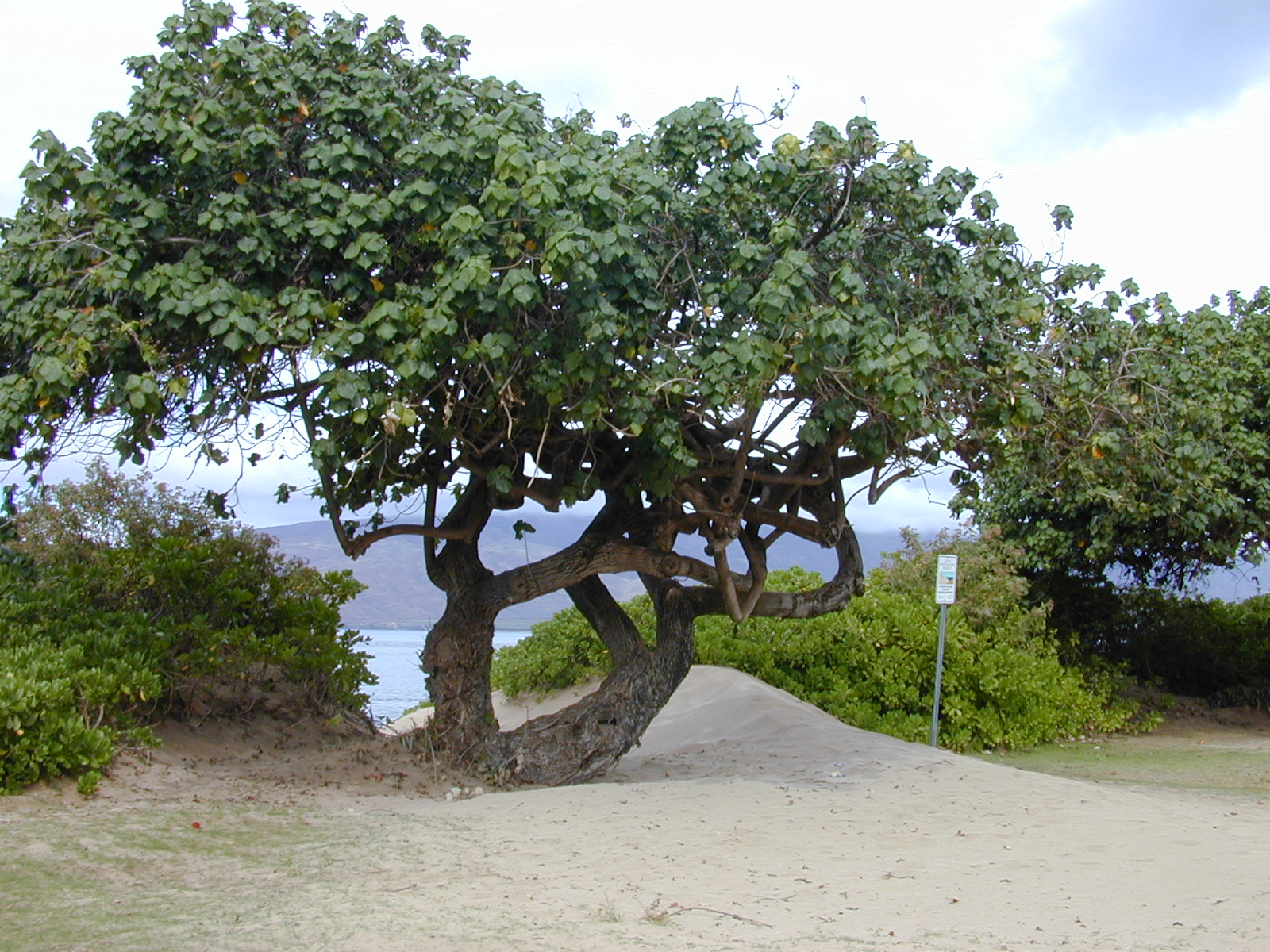
Habitus in Strandnähe.

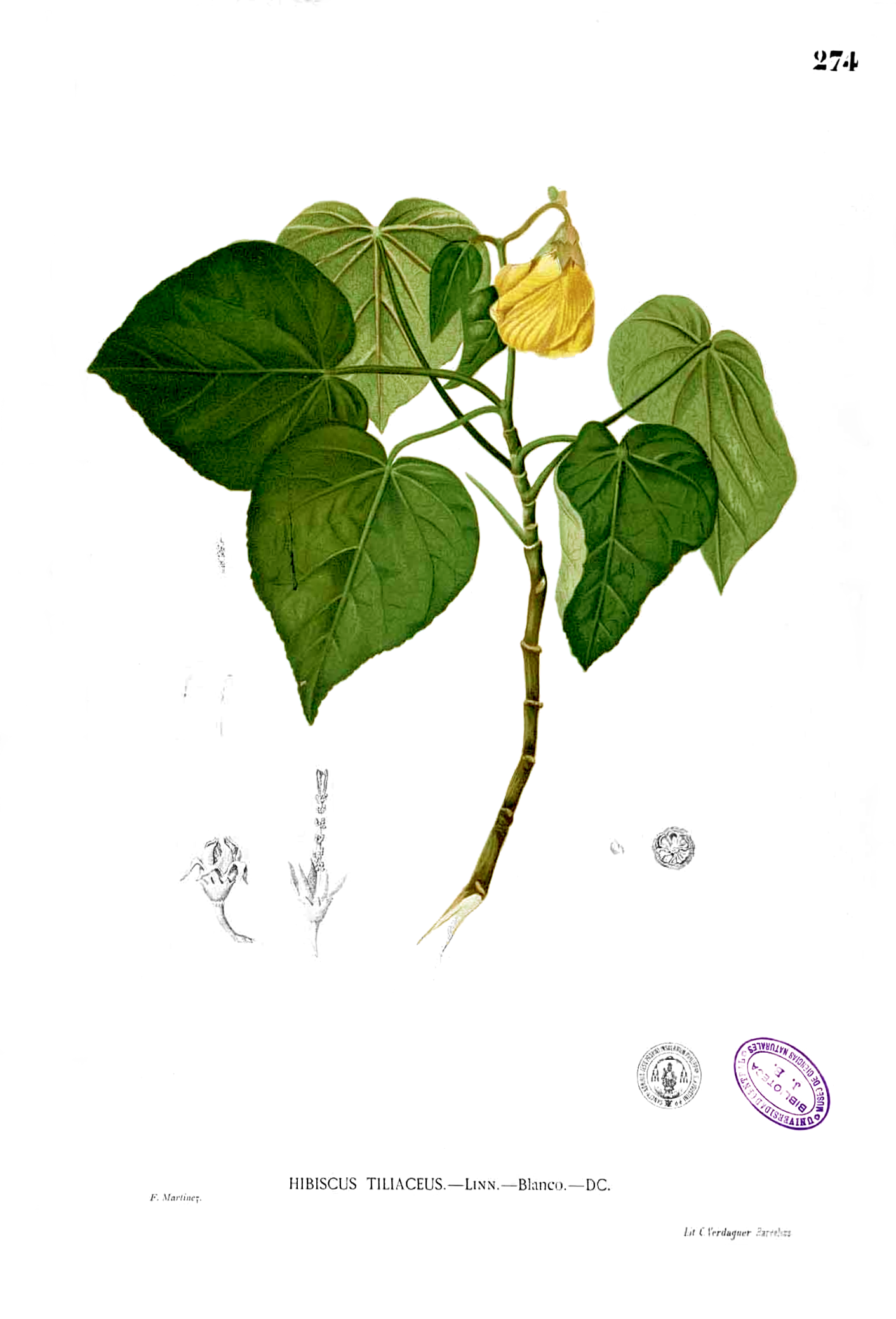
Illustration

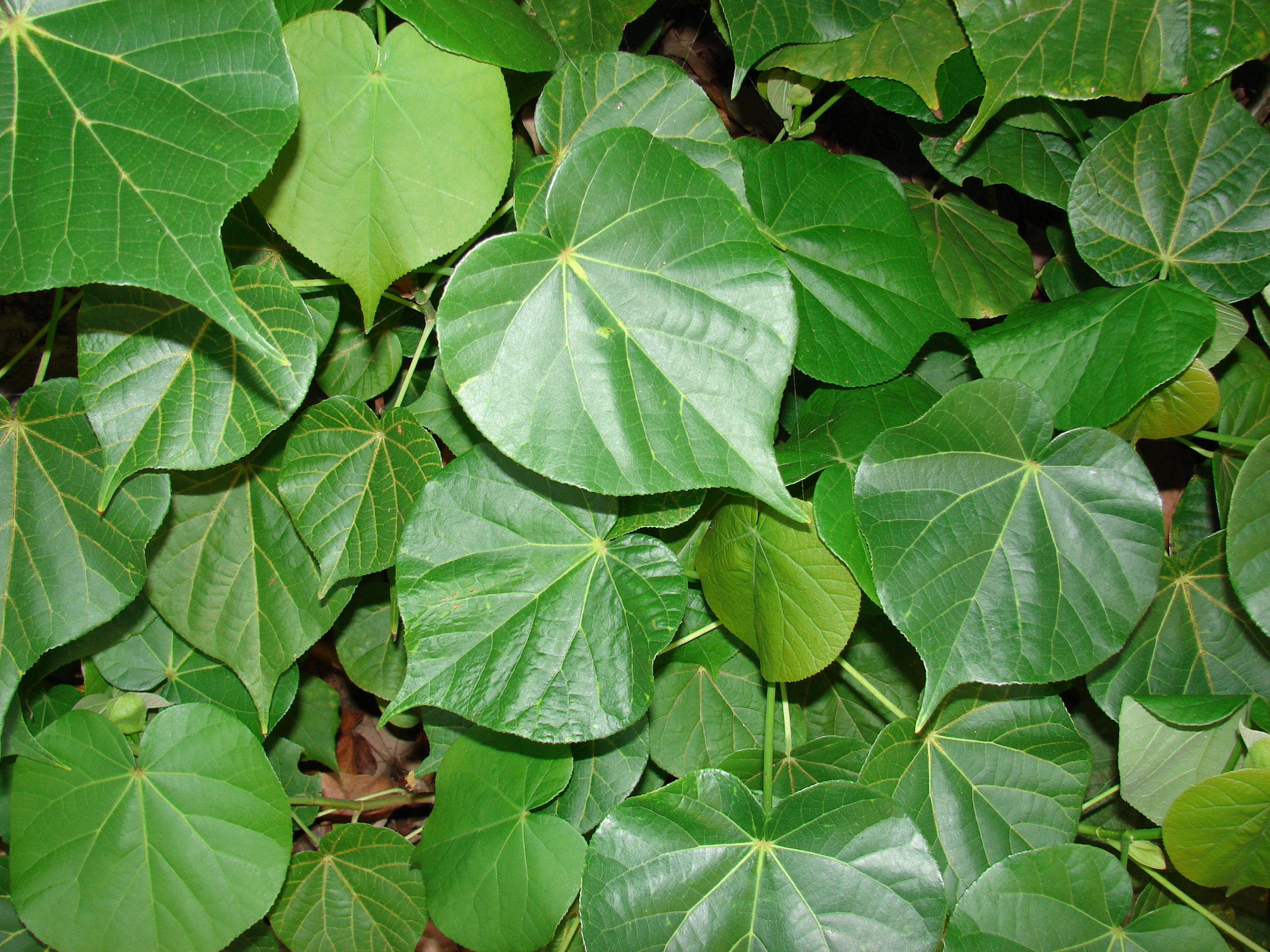
Gestielte, einfache Laubblätter.

### Erscheinungsbild und Blatt

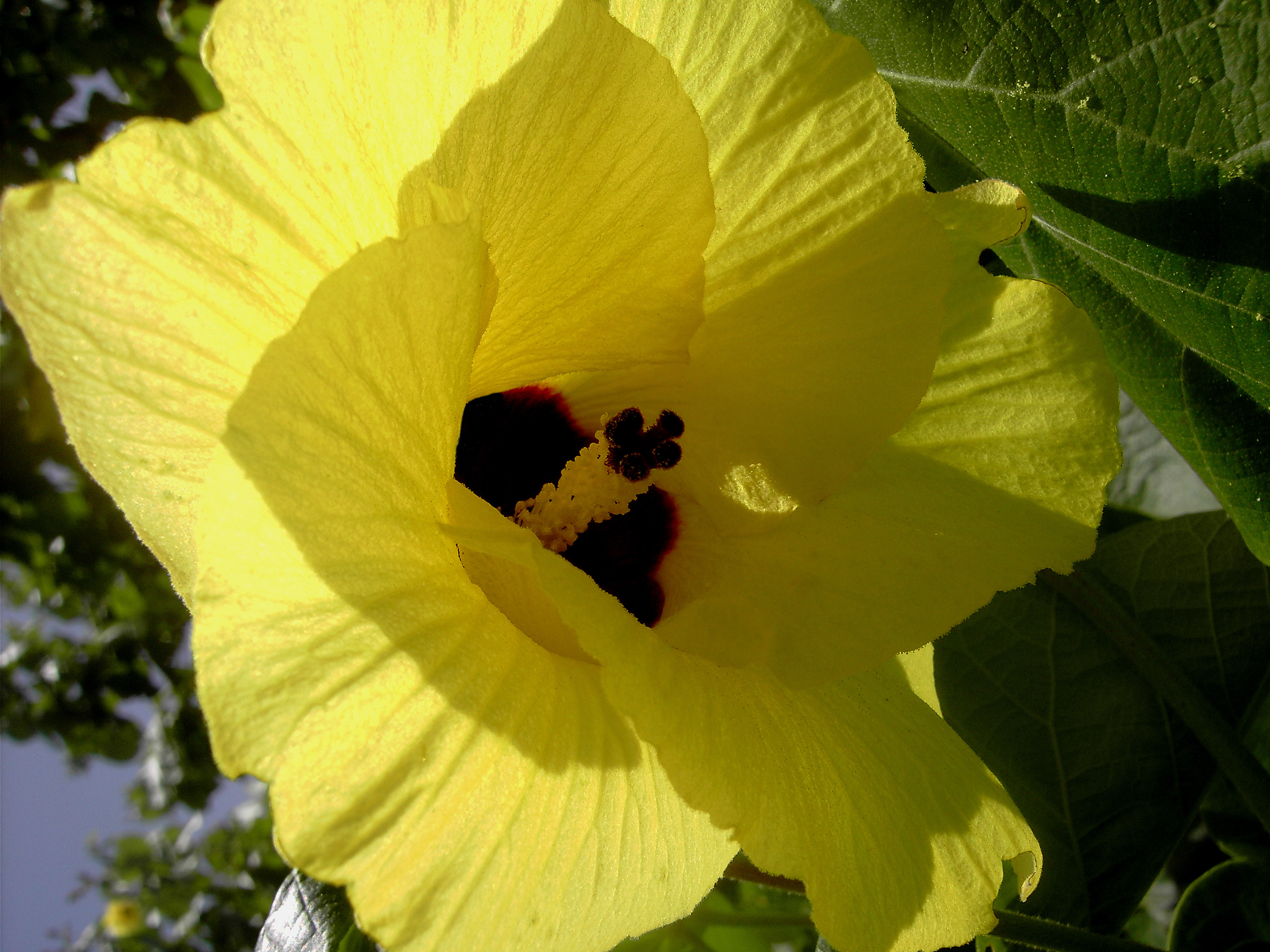
Blüte mit fünf gelbe Kronblättern und gelbe Columna, die von fünf purpurfarbenen Narben überragt wird.

Der Lindenblättrige Eibisch wächst als immergrüner Strauch oder Baum, der Wuchshöhen von meist 3 bis 8 Meter, manchmal bis zu 10 Meter und Stammdurchmesser (Brusthöhendurchmesser) von bis zu 60 cm erreicht. Die Rinde ist mit winzigen und weichen stern- oder spinnenförmigen Trichomen flaumig behaart und verkahlt später mehr oder weniger stark. Die Borke ist grau-weiß.
Die wechselständig angeordneten Laubblätter sind in Blattstiel und Blattspreite gegliedert. Der 4 bis 12 cm lange Blattstiel ist mehr oder weniger dicht, besonders dicht im oberen Bereich, flaumig behaart und sie gehen oft nicht ganz mittig in die Blattspreite über. Die ledrige, grüne Blattspreite ist bei einer Länge von meist 6 bis 13 cm etwas breiter als lang und meist breit eiförmig, manchmal schwach pentagonal oder fast kreisförmig, mit tief herzförmiger Spreitenbasis und kurz zugespitztem oberen Ende. Der Blattrand ist glatt bis undeutlich gezähnt oder gekerbt. Die Blattflächen sind zweifarbig, die Blattoberseite ist kahl und die Blattunterseite ist dicht mit winzigen, grau-weißen Sternhaaren flaumig behaart bis fast kahl. In fingerförmiger Verzweigung gehen sieben bis neun Blattadern vom Blattstiel aus, die auf der Blattunterseite erhaben sind. Die ein bis fünf Hauptadern besitzen auf der Blattunterseite an ihrer Basis 2 bis 7 mm lange extraflorale Nektardrüsen. Die außen mit Sternhaaren flaumig behaarten und innen kahlen Nebenblätter sind bei einer Länge von 1,5 bis 4 cm sowie einer Breite von 8 bis 14 mm länglich-lanzettlich mit spitzem oder gerundetem oberen Ende, besitzen viele Adern und sie hinterlassen beim Abfallen ringförmige Blattnarben.

### Blüte

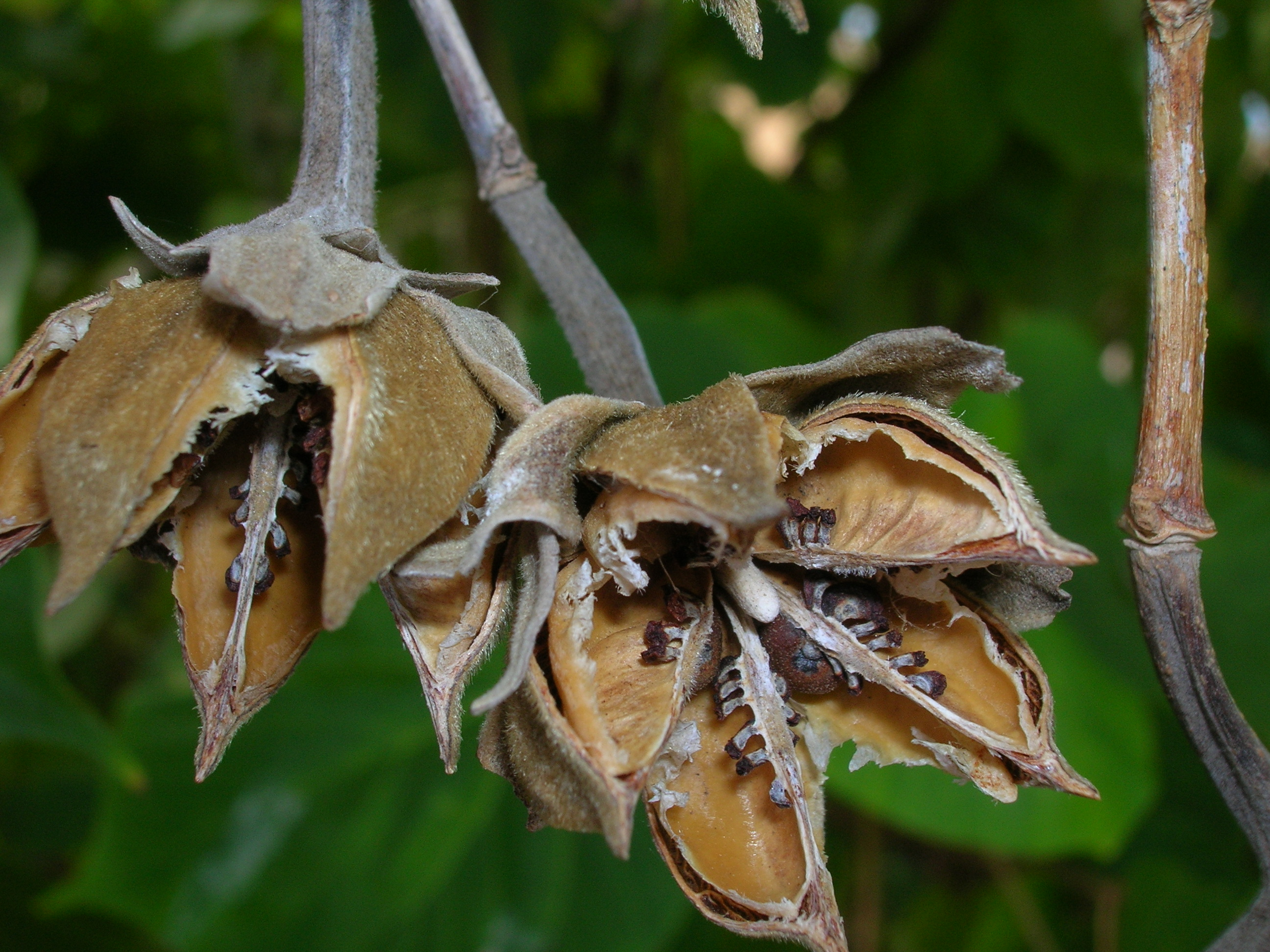
Offene, reife Kapselfrüchte.

Die Blüten stehen einzeln in den Blattachseln, manchmal stehen sie an den Zweigenden in den Achseln reduzierter Blätter zusammen. Es sind zwei nebenblattartige Deckblätter (Brakteolen) vorhanden. Über dem Gelenk weist der mit winzigen Sternhaaren flaumig behaarte Blütenstiel eine Länge von 0,5 bis 3 cm auf. Der kaum flaumig behaarte Nebenkelch ist höchstens halb so lang wie der Kelch und becherförmig mit meist acht bis zwölf, selten bis zu zwanzig Nebenkelchzähnen, die bei einer Länge von 1 bis 6 (selten bis zu 20) mm teeth dreieckig bis lanzettlich mit breit gerundeten Einbuchtungen.
Die zwittrige Blüte ist radiärsymmetrisch und fünfzählig. Die fünf 1,5 bis 2 cm langen, dicht mit Sternhaaren flaumig behaarten Kelchblätter sind bis höchstens der Hälfte ihrer Länge untereinander verwachsen und die bei einer Länge von 12 bis 15 mm sowie einer Breite von 6 bis 8 mm lanzettlich-spitzen Kelchzähne besitzen jeweils meist an ihrer Mittelrippe eine Nektardrüse. Die fünf untereinander freien, aber mit der Basis der Staubfäden verwachsenen Kronblätter sind bei einer Länge von meist 4 bis 6 (bis zu 8) cm eiförmig. Die Kronblätter der Naturformen sind gelb und färben sich beim verwelken orangefarben und manchmal werden sie beim Trocknen dunkel-grünlich; die bei einem Durchmesser von 6 bis 7,5 cm glockenförmigen Blütenkronen können ein rotes bis purpurfarbenes Zentrum besitzen. Gezüchtete Formen können auch weiße, purpurrote oder rosafarbene Blütenkronblätter besitzen. Die Kronblätter sind außen dicht mit winzigen Sternhaaren flaumig behaart und innen kahl. Es sind viele Staubblätter vorhanden. Bei der Unterfamilie Malvoideae sind die vielen Staubblätter zu einer den Stempel umgebenden Röhre verwachsen, der sogenannten Staubblattröhre oder Columna. Die 2,5 bis 3 cm lange Columna ist fahl-gelb sowie kahl und endet in fünf dreieckigen Zähnen. Der Griffel besitzt Drüsenhaare. Die Columna wird von fünf bei einem Durchmesser von etwa 2 mm kopfigen, purpurfarbenen Narben überragt.

### Frucht und Samen
Die fünfkammerige Kapselfrucht ist bei einer Länge von 1,5 bis 2 cm, dies ist fast gleich lang wie der Kelch, und bei einem Durchmesser von 1,5 bis 2 cm fast kugelig oder leicht verkehrt-eiförmig. Die Kapselfrucht ist außen mit vorwärtsgerichteten gelblichen oder bräunlichen Trichomen flaumig behaart. Bei Reife öffnet sich die Kapselfrucht mit fünf holzigen Klappen und enthält viele Samen. Die bei einer Länge von etwa 4 mm nierenförmigen Samen sind außen kahl und glatt oder winzig papillös.

### Phänologie und Chromosomenzahl
Hibiscus tiliaceus kann in den Tropen das ganze Jahr über blühen und fruchten, außer eine Trockenzeit verursacht eine Unterbrechung. Die Hauptblütezeit liegt in China zwischen Juni und August.
Für die Chromosomenzahl liegen unterschiedliche Ergebnisse für Hibiscus tiliaceus var. tiliaceus vor: 2n = ca. 80, 2n = ca. 92, 2n = 96.

## Nutzung
Der Lindenblättrige Eibisch ist eine Zierpflanze auf Fidschi, Tahiti, Hawaii, Japan, Taiwan, in Südchina, Malaysia, in Indonesien, Australien und in den USA.
Hibiscus tiliaceus gehört zu den am meisten genutzten Gehölzen Polynesiens.
Aus den Fasern der jungen Rinde wurden stabile Seile, aber auch Bucheinbände und Liegematten hergestellt. Die alte Rinde, auch Tapa genannt, wurde kleingehackt und die tahitianischen Frauen stellten daraus Faserröcke her, die sie bei ihren traditionellen Tänzen trugen. Auch in Hainan wurden Fasern aus dem Bast gewonnen und zum Herstellen von Fischernetzen verwendet.
Das leichte Holz wurde für die Herstellung von Türrahmen, Planken, Rudern und Auslegerbooten verwendet.
Die Blüten gelten als Heilmittel gegen Bronchitis, Hämorrhoiden und Abszesse.

## Systematik und Verbreitung
Die Erstveröffentlichung dieser Art erfolgte 1753 unter dem Namen Hibiscus tiliaceus durch Carl von Linné in Species Plantarum, 2, S. 694. Weitere Synonyme für Hibiscus tiliaceus L. sind Talipariti tiliaceum (L.) Fryxell, Hibiscus elatus Sw. oder Paritium tiliaceum (L.) A.St.-Hil.
Hibiscus tiliaceus gehört zur Gattung Hibiscus aus der Tribus Hibisceae in der Unterfamilie Malvoideae innerhalb der Familie Malvaceae.
Hibiscus tiliaceus ist heute pantropisch verbreitet. Seinen englischen Trivialnamen „Beach Hibiscus“ verdankt er der Eigenschaft, dass er oft in Strandnähe wächst.
Die Royal Botanic Gardens Kew listen drei Unterarten:
- Hibiscus tiliaceus ssp. tiliaceus

- Hibiscus tiliaceus ssp. pernambucensis (Arruda) A. Cast.

- Hibiscus tiliaceus ssp. crestaensis Borss.Waalk.